# 西門町峨嵋停車場雙屍命案
西門町峨嵋停車場雙屍命案，是2015年1月13日發生在臺灣臺北市西門町的一起殺人案。天道盟不倒會份子陳福祥在峨眉停車場謀殺了販毒集團成員蔡宗育與蔡鎧陽。

## 案發經過
臺中市人蔡宗育（24歲）、蔡鎧陽（21歲）為友人（媒體曾誤傳為堂兄弟）均為販毒集團成員，但該集團張姓老大日前被捕。二蔡斷炊，急尋貨源，透過蔡鎧陽女友的舅舅海線老大陳威宇（38歲）結識了竹聯幫尊堂副堂主陳石堃（43歲）。陳石堃介紹了有「大稻埕頭號殺手」與「加蚋雙槍俠」之稱的陳福祥（37歲）。陳福祥有K他命10公斤、售價新臺幣500萬元，兩方議價後以新臺幣440萬元成交。
1月12日，陳威宇與蔡宗育、蔡鎧陽北上見陳石堃，陳石堃攜女友與陳威宇、蔡宗育、蔡鎧陽到粵式茶樓用餐。席間陳威宇為了取信陳石堃，向其展示新台幣440萬元鈔票。用餐完畢，陳石堃帶著該等人到忠孝東路高級酒店「麗園俱樂部」續攤。陳福祥趕到酒店見面，五男一女召了四名女侍陪酒，相當盡興。陳威宇在飲宴後帶著女侍出場，陳福祥表示自己的毒品放置於他處。蔡宗育與蔡鎧陽入住神旺飯店，要求次日取貨。
13日上午，蔡宗育開車搭載蔡鎧陽、陳福祥前去取貨。11時，陳福祥命蔡宗育、蔡鎧陽將車子開進西門町峨眉停車場，並選定車最少的六樓。陳福祥表示口渴，且同夥將把貨送來，要求副駕駛座的蔡鎧陽先去買飲料。蔡鎧陽動身後，陳福祥走進副駕駛座掏槍搶奪蔡宗育，方知440萬元的貨款並不在二蔡手上、而是由陳威宇保管。陳福祥命蔡宗育打電話告知陳威宇「貨已取到」，然後對蔡宗育連開四槍，確定其死亡，將屍體搬到後座。陳福祥站在車邊等待蔡鎧陽回來，將蔡鎧陽推倒，向其頭顱與下顎開槍，將其擊斃。隨後陳福祥將兩具屍體疊在車輛後座，立刻離開走入電梯並清槍，全不顧忌電梯內尚有其他乘客。
下樓後，陳福祥搭乘計程車去建國北路陳威宇處；並哄騙陳威宇，說貨已經交給二蔡，要求陳威宇給付現金貨款。陳威宇無法以電話聯絡上已然喪命的二蔡，又加上曾聽到「貨已取到」的訊息，不疑有他，將貨款交予陳福祥。陳福祥隨即離去。下午14時許，管理員巡視時發現地上血跡，以為車內有人負傷，於是通報119。當消防員前來救護時，發現車內二蔡屍體，立刻報警。檢警調閱監視器影片後，宣佈通緝陳福祥。

## 警方破案
13日，陳福祥駕駛他的銀色寶馬（BMW）雙門跑車，由新北市三重往新莊方向逃逸，到泰山區某中古車行找尋其小學同學「阿漢」，陳福祥積欠阿漢新臺幣70萬元，因為入獄所以無法償債，陳福祥將車寄放於阿漢上班處，表示要將車變賣，取得現金後償還阿漢，然後攔計程車離去，15日，車行老闆發覺陳福祥是通緝要犯，立刻報案，警方將該輛車拖回鑑識。而後陳福祥藏匿於桃園市一棟住商混合大樓之中，該大樓因樓上有許多八大行業店面，出入分子龍蛇混雜，經過跟監、多日埋伏後，警方先喬裝為中華電信維修人員，武裝進入該大樓佈線，並實施電信監控。1月24日凌晨三點陳福祥上網結束，即把網路關閉，警方臆測陳福祥已就寢，卻也未敢輕忽，直到早晨6時30分，確定陳福祥熟睡，立刻發起攻擊，霹靂小組在12秒內破門而入，將陳福祥拘捕，並起獲毒品大麻與安非他命若干，M4衝鋒槍與格洛克22手槍各一、子彈168發，贓款40萬元，警方宣佈破案。
警方透過監視器畫面，將接濟陳福祥的桃園地方幫派人士洪廣明、黃基全、陳鴻源一同逮捕，洪廣明聲稱，自己早已退隱江湖，從事正當行業，但陳福祥與自己是昔年獄友，陳來投靠他時，只說自己「有麻煩」要求幫忙，洪基於義氣，一口應允，但是不久後卻發現陳福祥是通緝重犯，當下請人轉告陳，說自己「有妻有子」，不想惹事生非，拜託陳自求多福，因與陳情誼只好繼續收容，並安排手下黃基全、陳鴻源代買便當、香菸與民生必需品。

## 後續
- 2015年5月7日，臺北地檢署偵結起訴，將陳福祥求處死刑，另其他藏匿人犯者也被一併起訴。[11]陳福祥辯說，與蔡宗育交談時，蔡宗育手摸褲袋，動作怪異，疑似掏槍，只好先發制人將其殺死。而後並為了避免蔡鎧陽出逃求救，只好連蔡鎧陽一起滅口。臺北地方法院認為陳福祥前科累累，曾經入監十餘年，但卻不曾悔改，變本加厲，兇殘殺害兩人，並意圖偷渡，無教化可能，有永久與社會隔離之必要，判處死刑。洪廣明等五人協助陳福祥藏匿，皆認罪，表示悔意，法院依「藏匿人犯罪」各判三個月至六個月徒刑，可易科罰金[12]。
- 2015年12月24日，臺北地方法院一審宣判，依殺人罪判處陳福祥死刑[13]。
- 2017年11月29日，台灣高等法院二審宣判，仍維持死刑。[14][15]。
- 2018年4月12日，最高法院將二審判決撤銷，發回臺灣高等法院更審[16]。
- 2019年9月24日，台灣高等法院更一審宣判，依強盜殺人罪，仍判處死刑[17]。
- 2020年7月22日，最高法院將更一審判決撤銷，發回臺灣高等法院更審[18]。
- 2021年6月9日，台灣高等法院更二審認定陳福祥罪行重大、無教化可能，判處陳一個死刑、一個無期徒刑，合併應執行死刑[19]。
- 2022年12月1日，最高法院將更二審判決撤銷，發回臺灣高等法院更審[20]。
- 2023年1月12日，台灣高等法院更三審駁回上訴，維持死刑判決[21]。
- 2023年5月2日，最高法院宣判無期徒刑定讞。